# Бал Ран Маунтин Естејтс (Вирџинија)
Бал Ран Маунтин Естејтс (енгл. Bull Run Mountain Estates) насељено је место без административног статуса у америчкој савезној држави Вирџинија.

## Демографија
По попису из 2010. године број становника је 1.251.
| Група             | 2000.    | 2010.         |
| Белци             | 0 (0,0%) | 1.085 (86,7%) |
| Афроамериканци    | 0 (0,0%) | 45 (3,6%)     |
| Азијати           | 0 (0,0%) | 15 (1,2%)     |
| Хиспаноамериканци | 0 (0,0%) | 90 (7,2%)     |
| Укупно            | 0        | 1.251         |